# Franz Ferdinand (musikgrupp)

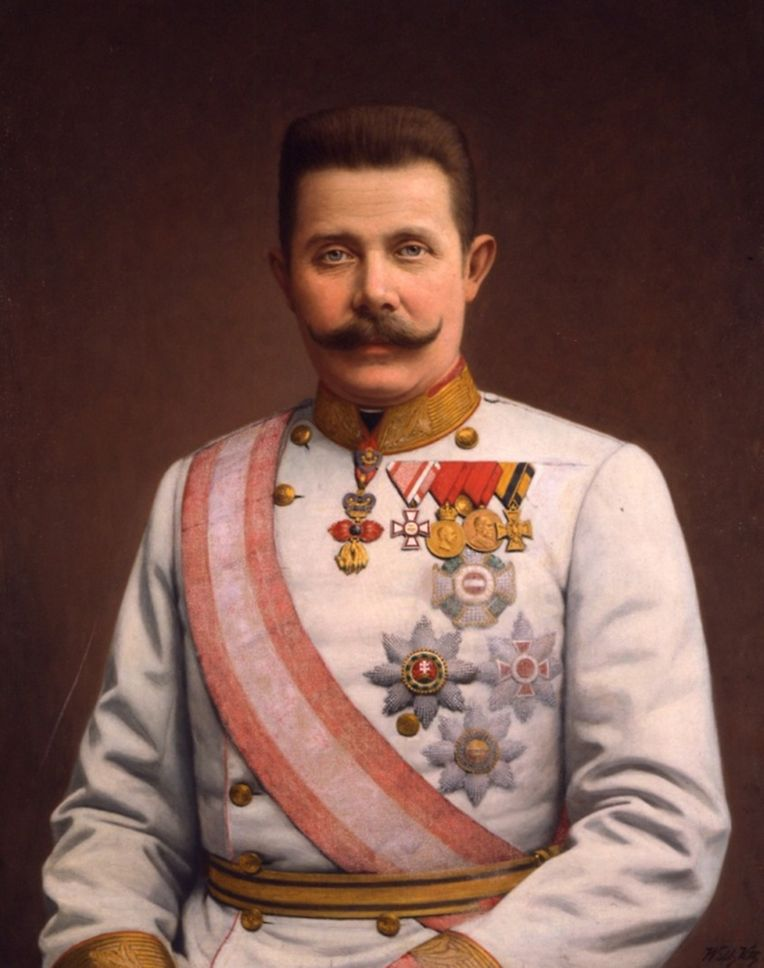
Ärkehertig Franz Ferdinand som gett bandet sitt namn.

Franz Ferdinand är en indierockgrupp från Glasgow i Skottland, bildad 2001. De slog igenom 2004 med singeln "Take Me Out".

## Historia
Under 2001 letade Alexander Kapranos medlemmar till ett nytt band. Han hade tidigare spelat i bland annat de lokala akterna "The Karelia" och "Yummy Fur". Robert Hardy, från Bradford, var student på konstskolan i Glasgow och lärde känna Alex via ett kafé han ofta besökte. Efter att en vän givit Alexander en basgitarr på villkoret ”Gör någon nytta med den” lärde han Robert att spela basgitarr. Tillsammans startade de en grupp, där Alexander spelade gitarr och sjöng och Robert spelade basgitarr. Dock saknade bandet trumslagare och andra bandmedlemmar. Alexander träffade Nicholas McCarthy, som var klassiskt tränad pianist och kontrabasspelare, under en fest och rekryterade honom till att spela trummor i bandet, trots att Nicholas saknade erfarenhet på instrumentet. Nicholas försökte dock spela trummor till att börja med. Men till slut rekryterade bandet istället Paul Thomson som trumslagare. Paul hade tidigare spelat med Alexander i bandet "The Yummy Fur". Nicholas började istället spela gitarr och klaviatur i bandet. Syftet med bandet var att göra musik som "flickor kunde dansa till". Efter ett tag spred sig ryktet om bandet, och under en spelning dök ett fyrtiotal skivbolag upp. Ett av dem var Domino Records, som gav bandet skivkontrakt.
Bandets första album, Franz Ferdinand, spelades in i Malmö och producerades av Tore Johansson. Skivan vann bland annat Mercury Music Prize som 2004 års bästa brittiska musikalbum. I oktober 2005 släppte bandet sitt andra album, You Could Have It So Much Better. I januari 2009 släppte bandet sitt tredje album, Tonight: Franz Ferdinand. 2013 gav bandet ut sitt fjärde album Right Thoughts, Right Words, Right Action.

## NamnetFranz Ferdinand
Själva namnet ”Franz Ferdinand” kom till när bandet tittade på galopp, och en av de tävlande hästarna hette ”The Archduke” (sv. ärkehertigen). Namnet på hästen fick dem att börja prata om ärkehertigen Franz Ferdinand och tycka det var ett bra bandnamn då det lät bra och på grund av att mordet på Franz Ferdinand förändrade världen.

## Bandmedlemmar
Nuvarande medlemmar
- Alexander Kapranos – sång, gitarr (2002–)
- Robert "Bob" Hardy – basgitarr (2002–)
- Paul Thomson – trummor, percussion, bakgrundssång (2002–)
- Julian Corrie – keyboard, synthesiser, gitarr, bakgrundssång (2017–)
- Dino Bardot – gitarr, bakgrundssång (2017–)

Tidigare medlemmar
- Nicholas McCarthy – gitarr, klaviatur, bakgrundssång (2002–2016)

Bildgalleri

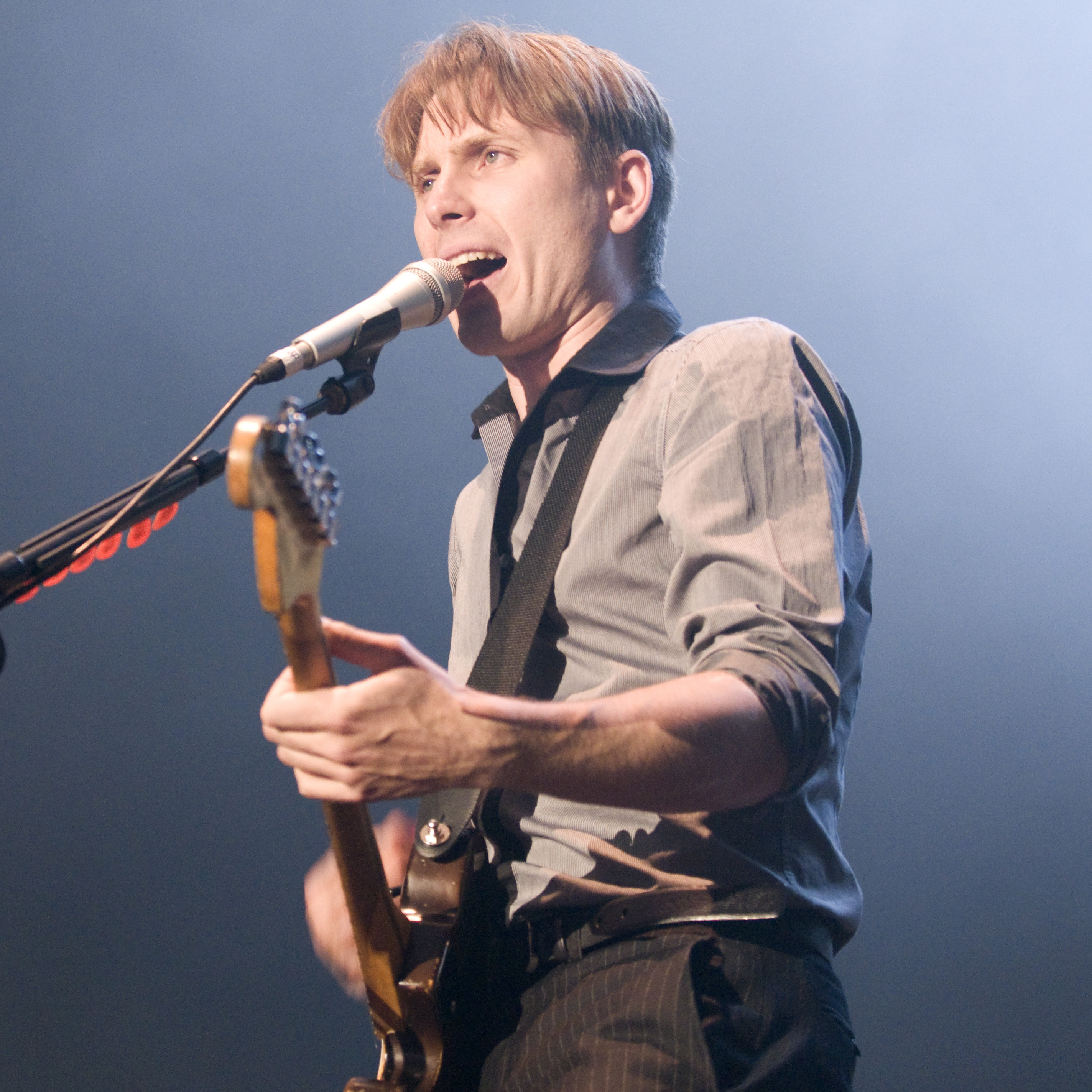
Alex Kapranos
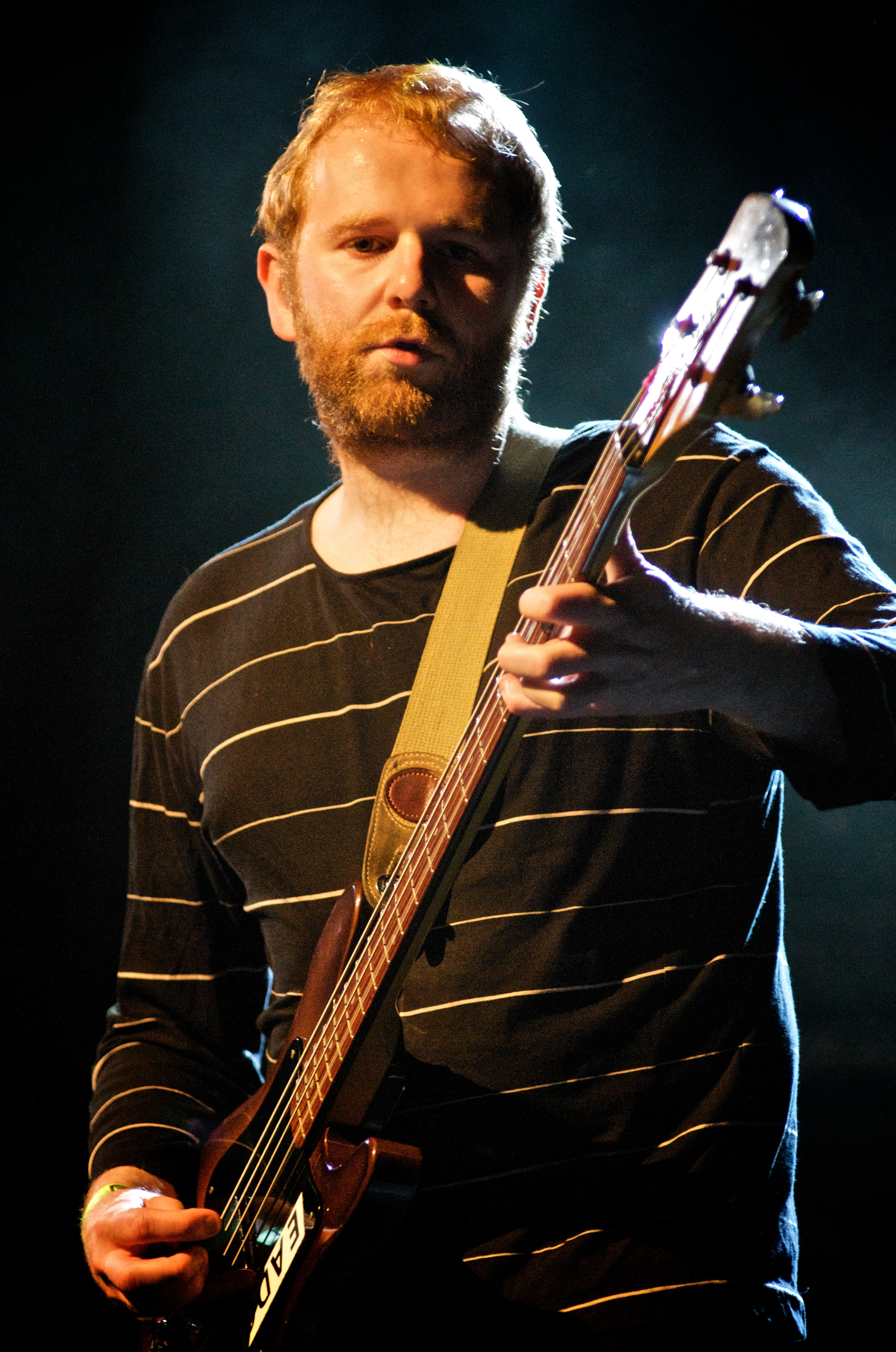
Robert Hardy
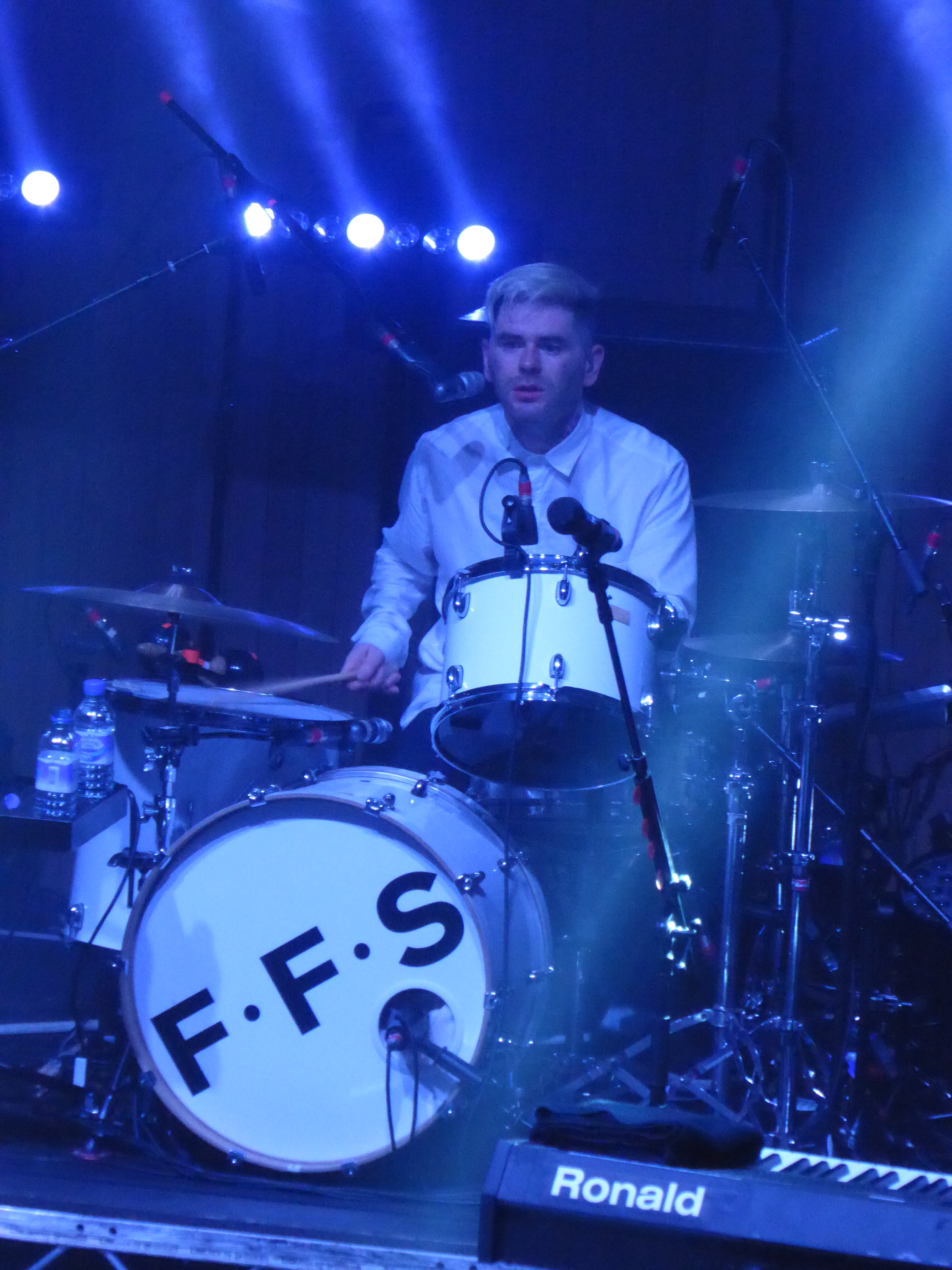
Paul Thomson
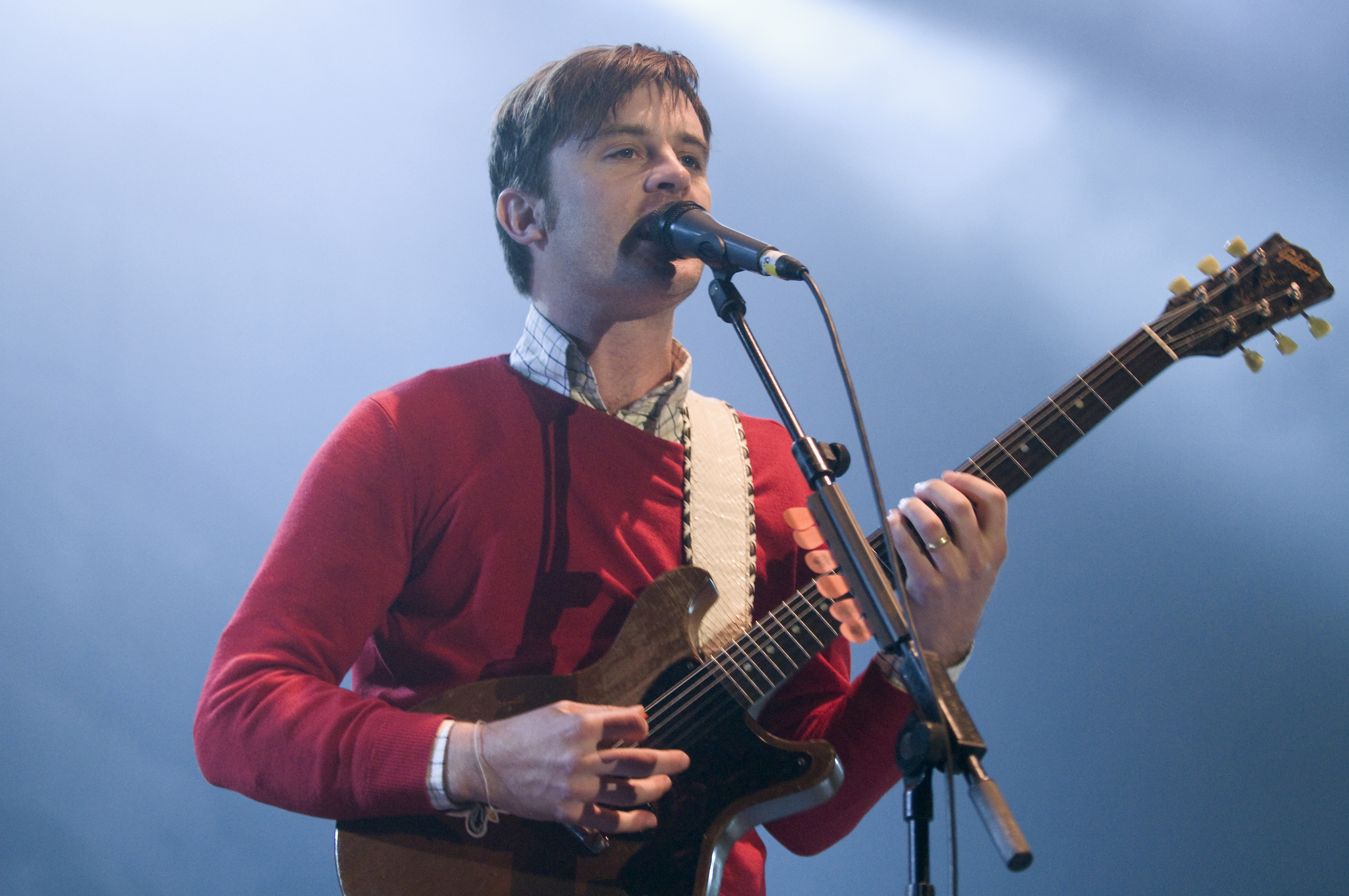
Nicholas McCarthy
Live 2009.
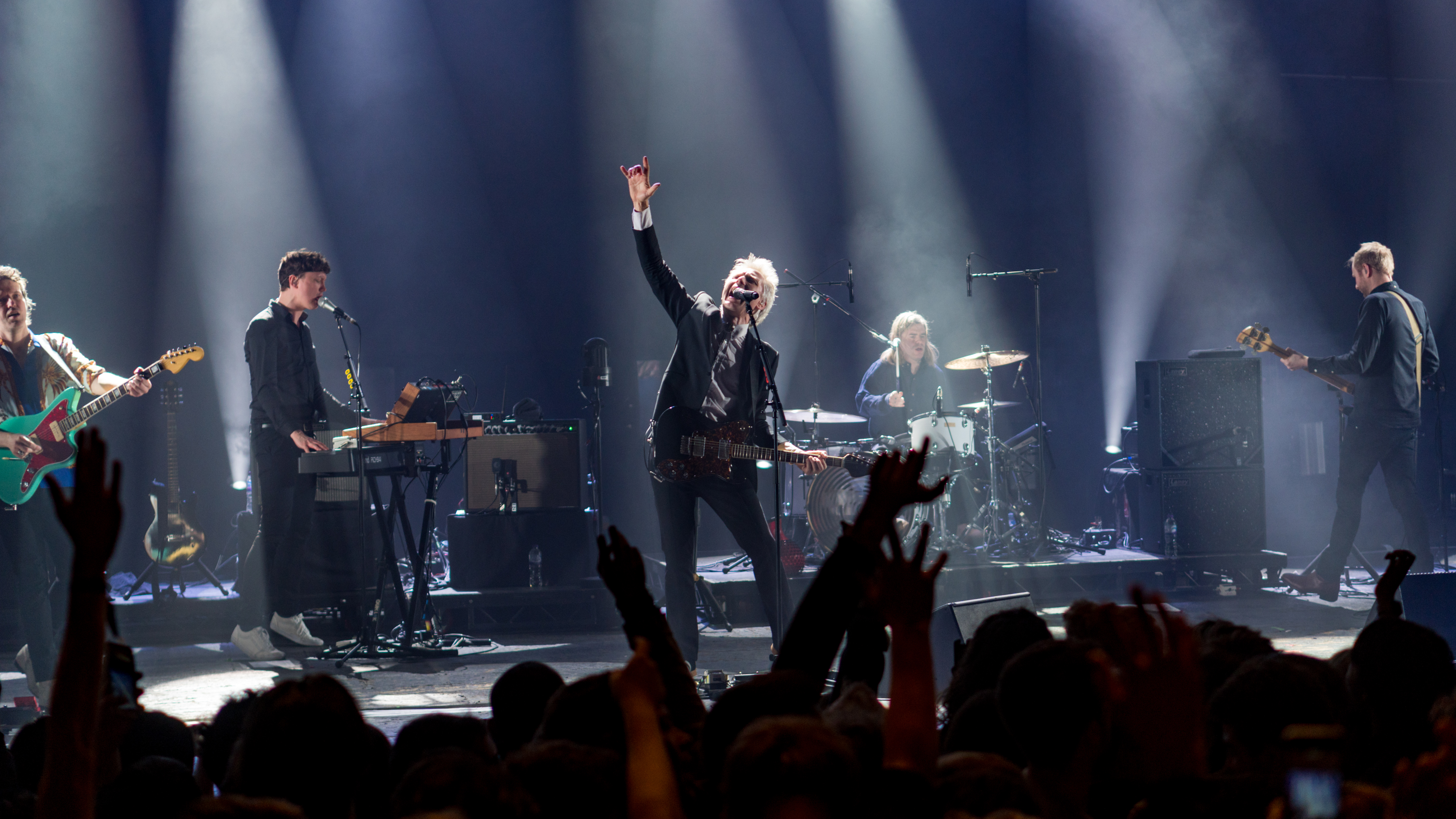
Live på Academy Brixton 2018.

## Diskografi

### Album
- Franz Ferdinand (februari 2004)
- You Could Have It So Much Better (oktober 2005)
- Tonight: Franz Ferdinand (januari 2009)
- Right Thoughts, Right Words, Right Action (augusti 2013)
- Always Ascending (februari 2018)
- The Human Fear (januari 2025)

### Singlar
- "Darts of Pleasure" (september 2003)
- "Take Me Out" (januari 2004)
- "The Dark of the Matinée" (april 2004)
- "Michael" (augusti 2004)
- "This Fire" (november 2004)
- "Do You Want To" (september 2005)
- "Walk Away" (december 2005)
- "The Fallen / L.Wells" (april 2006)
- "Eleanor Put Your Boots On" (juli 2006)
- "Ulysses" (januari 2009)
- "No You Girls" (april 2009)
- "Can't Stop Feeling" (juli 2009)

### DVD:er
- Franz Ferdinand (DVD) (november 2005)

## Franz Ferdinand i Sverige
Franz Ferdinand har spelat i Sverige flera gånger, bland andra på Debaser Medis, Cirkus i Stockholm, Way out west, Hultsfredsfestivalen och senast på Popaganda (31 aug) sommaren 2018.